# Oliver Abildgaard
Pour les articles homonymes, voir Abildgaard.
Oliver Abildgaard, né le 10 juin 1996 à Hasseris (en) au Danemark, est un footballeur international danois qui évolue au poste de milieu défensif au Côme 1907.

## Biographie

### Aalborg BK
Né à Hasseris (en) au Danemark, Oliver Abildgaard est un pur produit du centre de formation de l'Aalborg BK, club situé dans la région d'où il est originaire. Il est intégré à l'équipe première lors de l'été 2015, en même temps que Jannik Pohl. 
C'est avec son club formateur qu'il fait ses débuts en professionnels, le 20 juillet 2015, contre l'Esbjerg fB, lors de la première journée de Superligaen. Alors âgé de 19 ans, il est directement titularisé lors de ce match, et s'illustre même en marquant son premier but en pro, permettant à son équipe de réaliser le match nul (1-1 score final).

### Rubin Kazan
Il est prêté au début du mois de février 2020 à l'équipe russe du Rubin Kazan, ce prêt étant assorti d'une option d'achat à la fin de la saison 2019-2020. Il joue son premier match sous ses nouvelles couleurs le 1er mars 2020 face au FK Tambov, en championnat. Titulaire, il est remplacé à l'heure de jeu par Zuriko Davitashvili, et le match se termine sur un score nul et vierge. Son transfert est rendu permanent le 20 juin 2020,.
Abildgaard s'impose rapidement comme un titulaire et réalise une bonne saison 2020-2021 où il participe à mener son équipe à la quatrième place du championnat. Il figure d'ailleurs dans l'équipe-type du championnat russe par le site spécialisé WhoScored, où il obtient la troisième note la plus élevée.

### Celtic Glasgow
Le 1er septembre 2022, Oliver Abildgaard est prêté pour une saison avec option d'achat au Celtic Glasgow.

### Hellas Vérone
Le 31 janvier 2023, Oliver Abildgaard rejoint l'Italie afin de s'engager en faveur du Hellas Vérone pour un contrat courant jusqu'en juin 2023,.
Abildgaard fait sa première apparition pour l'Hellas le 6 février 2023, lors d'une rencontre de Serie A face à la Lazio Rome. Il entre en jeu à la place de Darko Lazović et les deux équipes se neutralisent (1-1 score final).

### Côme 1907
Le 12 juillet 2023, Oliver Abildgaard quitte définitivement le Rubin Kazan afin de s'engager en faveur du Côme 1907. Il signe un contrat de trois ans, soit jusqu'en juin 2026,.
Pour sa première saison il s'impose comme un joueur régulier de l'équipe avec 29 matchs en championnat pour deux buts inscrits et trois passes décisives délivrées. Il contribue ainsi à la montée du club en première division, Côme terminant deuxième à l'issue de cette saison 2023-2024 et retrouvant l'élite du football italien après 21 ans d'absence,.

### En sélection
Abildgaard honore sa première sélection avec l'équipe du Danemark espoirs contre l'Ukraine, le 20 janvier 2016. Il ne joue qu'une trentaine de minutes lors de ce match qui se solde par un score nul et vierge. Il inscrit son premier but lors de sa troisième sélection, le 11 septembre 2018, contre la Lituanie, match remporté par les Danois sur le score de 0-2. Le 24 mars 2019 Oliver Abildgaard marque son deuxième but pour les espoirs danois, face à la France, en match amical. Il s'agit du seul but de la partie, qui permet donc aux jeunes danois de s'imposer.
Oliver Abildgaard honore sa première sélection avec l'équipe nationale du Danemark le 11 novembre 2020, face à la Suède, en match amical. Il entre à la place de Thomas Delaney et le Danemark s'impose par deux buts à zéro ce jour-là.

## Statistiques
| Saison                | Club                  | Championnat           | Championnat | Championnat | Coupe(s) nationale(s) | Coupe(s) nationale(s) | Compétition(s) continentale(s) | Compétition(s) continentale(s) | Compétition(s) continentale(s) | Total | Total |
| Saison                | Club                  | Division              | M.          | B.          | M.                    | B.                    | Comp.                          | M.                             | B.                             | M.    | B.    |
| 2015-2016             | Aalborg BK            | D1                    | 14          | 1           | 4                     | 0                     | -                              | -                              | -                              | 18    | 1     |
| 2016-2017             | Aalborg BK            | D1                    | 12          | 0           | 3                     | 0                     | -                              | -                              | -                              | 15    | 0     |
| 2017-2018             | Aalborg BK            | D1                    | 17          | 0           | 2                     | 0                     | -                              | -                              | -                              | 19    | 0     |
| 2018-2019             | Aalborg BK            | D1                    | 25          | 1           | 2                     | 0                     | -                              | -                              | -                              | 27    | 1     |
| 2019-2020             | Aalborg BK            | D1                    | 11          | 1           | 1                     | 1                     | -                              | -                              | -                              | 12    | 2     |
| Sous-total            | Sous-total            | Sous-total            | 79          | 3           | 12                    | 1                     | -                              | -                              | -                              | 91    | 4     |
| 2019-2020             | Rubin Kazan           | D1                    | 11          | 0           | -                     | -                     | -                              | -                              | -                              | 11    | 0     |
| 2020-2021             | Rubin Kazan           | D1                    | 28          | 0           | 1                     | 0                     | -                              | -                              | -                              | 29    | 0     |
| 2021-2022             | Rubin Kazan           | D1                    | 20          | 1           | -                     | -                     | C4                             | 2                              | 0                              | 22    | 1     |
| Sous-total            | Sous-total            | Sous-total            | 59          | 1           | 1                     | 0                     | -                              | 2                              | 0                              | 62    | 1     |
| Total sur la carrière | Total sur la carrière | Total sur la carrière | 138         | 4           | 13                    | 1                     | -                              | 2                              | 0                              | 153   | 5     |

## Palmarès
Celtic FC
- Championnat d'Écosse de football (1)
  - Champion en 2022-2023
- Coupe de la Ligue écossaise de football (1)
  - Vainqueur en 2022-2023